# Az utazás-orvostani klinikai gyógyszerészet története

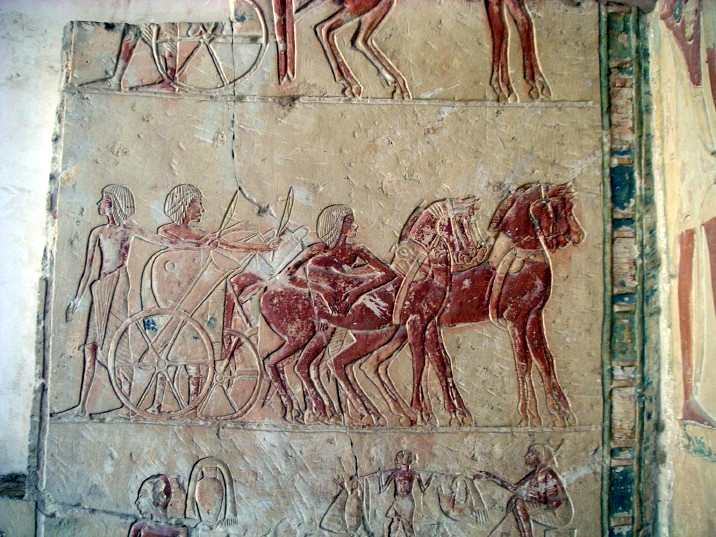
Horemheb fáraraó sírjának relifje. 18. dinasztia Egyiptom – Szakkarában

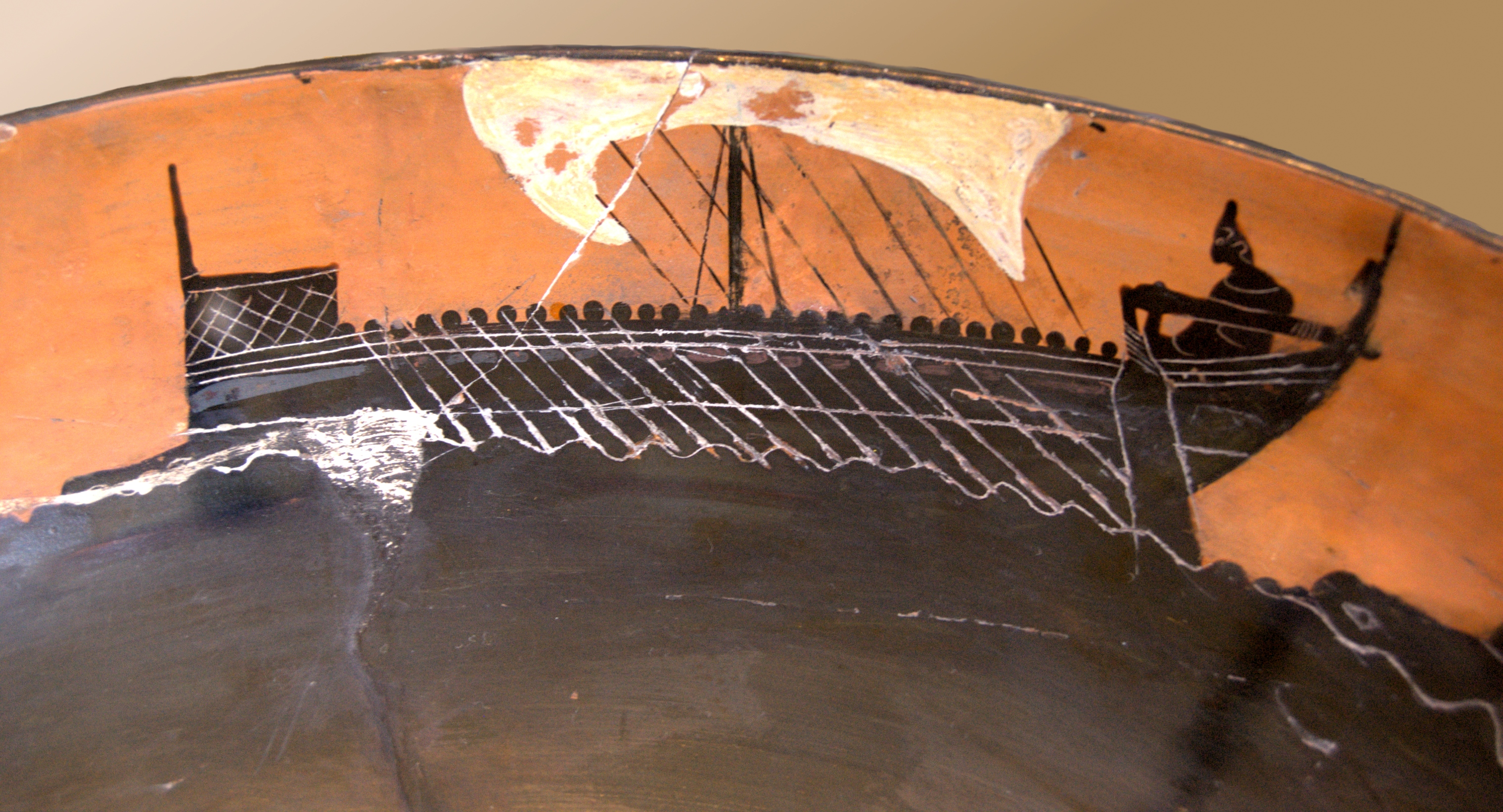
Csónakok a csészén, részletesen a belső ábrán, öt hajó a versenyen. Tetőtér-fekete mintás, kb. Kr. e. 520 Cerveteritől

A gyógyszerészet mérföldköveinek történetét befolyásoló tényezők megmagyarázzák, hogy az utazás-orvostani klinikai gyógyszerészet az évek során hogyan fejlődött napjainkig. Milyen tényezők vezettek azokhoz a változásokhoz, amelyek megengedték azt, hogy napjainkban az utazás-orvostani klinikai gyógyszerészet elfoglalja helyét a gyakorlati gyógyszerészetben. Történelem előtti időkben az emberek semmit nem tudtak a betegségek okairól, még a legegyszerűbb sebészi beavatkozásról a sebellátásról sem.
A történelmi ismeretek mérföldkövei mentén haladva lehetünk képesek igazán megérteni a modern, mindennapi gyógyítást, gyógyszerészetet így például hogyan képesek a sebészek végrehajtani a legtöbb komplex és bravúros operációt vagy ma már a turizmus legfrissebb ága az űrturizmus kialakulhatott, amely az utazásorvostan egyik ága a repülés orvostan és űrorvostan nélkül nem létezne.
A gyógyszerészet tudományának egyik inter- és multidiszciplináris szakterülete az utazás-orvostani klinikai gyógyszerészet, amely nemcsak a fertőző betegségek gyógyszeres megelőzésére szakosodott az utazás során, hanem az utazók környezeti kockázatának csökkentését is szolgálja a klinikai gyógyszerészi gondozás során adott utazási tanácsadással.

## Ókor (Kr. e. 4500-Kr. u. 476)
Az utazás fő formái az ókorban
Kereskedelmi utak kiépítése, hadjáratok, zarándoklatok.

### Seneca és Canopus városa

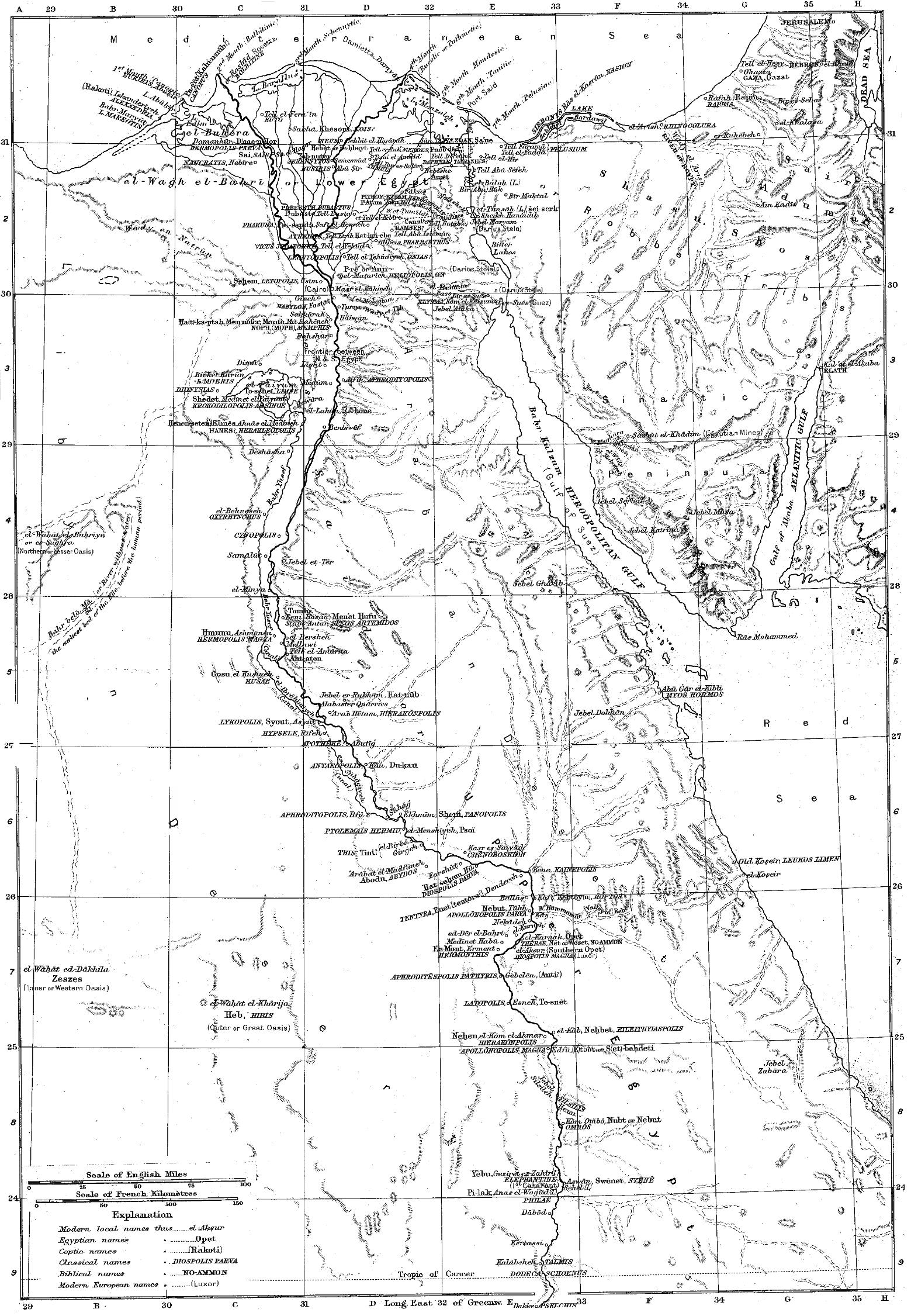
B30 (EGYPT, 8 6, n. 5) Canopus az elsüllyedt város, Encyclopaedia Biblica (1903)

A vízalatti felfedező, Franck Goddio az Aboukir-öbölben nemrég újra feltárta Canopus-t, az elsüllyedt várost, amit már Seneca (Kr. e. 4 – Kr. u. 65) is bírált szexturizmusáért. Hat kilométerre északra volt Alexandria, az ókori Egyiptom hírhedt és tekintélyes, a mai Las Vegashoz hasonlítható városa. Seneca kommentálta egy Luciliusnak írt levelében "a bölcs és becsületes ember, ... vagy az, aki a bölcsesség felé ... nem fogja választani Canopus-t, sem Baiae-t, mert mindkét helyen megkezdődött a üdülőhelyek átváltozása. A Canopus-ban luxus babákkal kényeztetik magukat, a lehető legnagyobb mértékben ...".

### Nagy Sándor halála
Nagy Sándor – a görög kultúra elterjesztője az ókorban – Babilonban Kr. e. 323-ban halt meg, 33 évesen. Lehetséges magyarázatok között haláláért az alkoholos májbetegség is szerepel, azonban a királyi naplók leírás alapján a valódi betegsége a világ akkori legpusztítóbb betegségei a malária vagy a tífusz volt, mind a klasszikus utazási fertőzések példája. A fertőző betegségek, járványok ellen évezredek óta folyik az emberi társadalom küzdelme.

### Kínai császár és a magashegyi betegség
Egy kínai klasszikus írás, a Chien Han Shu (keletkezett Kr. u. 92-ben, Pan Ku császári tisztviselő írta) beszámol egy Csing Te császár idejében, kb. Kr. e. 37-32-ben történt utazásról, mely leírja az utat, mely valószínűleg Kína és a mai Afganisztán között vezetett.
Ez az írás említi először a magashegyi betegség tüneteit. „Pe „Pe- -Shan Shan-tól dél felé 4 vagy 5 királyság van, tól dél felé 4 vagy 5 királyság van, mely nem tartozik Kínához... mely nem tartozik Kínához.....és mikor áthaladnak a Nagy Fejfájás Hegyen, ..és mikor áthaladnak a Nagy Fejfájás Hegyen, és a Kis Fejfájás Hegyen, keresztül a Vörös és a Kis Fejfájás Hegyen, keresztül a Vörös vidéken és a Láz Lejtőn az emberek teste lázas vidéken és a Láz Lejtőn az emberek teste lázas lesz, elveszti színét, és fejfájás támadja meg őket lesz, elveszti színét, és fejfájás támadja meg őket és hányinger kerülgeti őket... és hányinger kerülgeti őket...
...a szamarak és a marhák is hasonlóan ...a szamarak és a marhák is hasonlóan szenvednek...” szenvednek...” A „Nagy Fejfájós Hegy „ A „Nagy Fejfájós Hegy „Kilik Kilik-hágó, Afganisztán.

### Járványok és Istenek
A kezdetektől fogva kiemelkedő jelentőségű a háborúk és a járványok összefüggése. A járványoknak történelemformáló erejük volt, csaták kimenetelét, birodalmak sorsát döntötték el. Az ókorban a járványokat az istenek büntetésének tartották, és természeti csapások (földrengés, vulkánkitörés, üstökös megjelenése) hatásával hozták kapcsolatba. Védekezésként misztikus szertartásokkal, kézrátétellel, egyéb csodákkal próbáltak védekezni, ugyanakkor az emberek nagy nyomorban éltek. Járványtani ismeretek fejlődése során felismerték a tetanuszt, maláriát, himlőt, leprát, pestist.

### Egyiptom
Az egyiptomiak tudták, hogy a malária terjedésében a mocsaras vidékeken otthonos szúnyogoknak van szerepük és igyekeztek védekezni. Tutankhamon, sírja : KV 62. Carter (1922). Uralkodása	Kr. e. 1335–1325, 17-20 éves a halálakor, aki súlyos maláriában szenvedett, lábtörése is volt. Német tudósok szerint sarlósejtes anémiában (vérszegénységben) hunyt el. Ivóvíz felforralása a hasmenéses betegség ellen. Árvíz ellen magasra építkeztek, csatornázás kezdete.

### Róma
A rómaiak-magas színvonalú fürdők, csatornázás (emberi és állati ürülék elvezetése a Tiberisbe), vízvezeték építés (hegyekből forrásvíz odavezetése). Temetkezési rendszabályok (városon kívüli temetés) és szemételtávolítás. Piacok és a közétkeztetés ellenőrzése. Julius Caesar állítólag tengeribetegségben szenvedett. A hadjáratok alkalmával, ha a hadseregnek tengeren kellett áthajóznia, mindig pihenőt rendelt el az átkelés után a csapatoknak, hogy az emberek és lovaik jó állapotba kerüljenek.

### Babilon
Babiloniak kiűzték a fertőző betegeket a vadonba vagy a sivatagba, ahol vadállatok martalékává váltak.

### Zsidók
A zsidóknál a közegészségügyi kezdetleges rendelkezésekről vannak leírások: a betegeket a településeken kívül sátrakban helyezték el, elégették a ruháikat és füstölőkkel próbálták a lakásukat fertőtleníteni. A megbetegedéseket bejelentették a papnak vagy az akkori gyógyítónak. Ha fertőző beteget észleltek, papot hívtak, és elkülönített sátorban volt a betegség lezajlásáig, sátort mindenestül elégették. Ha 7 napon belül elhagyta a sátrat önkényesen, halállal büntették.

### India
Elő-Indiában a hinduk azt gondolták, hogy emberről emberre érintkezéssel terjednek a betegségek. Elkülönítették a betegeket az egészségesektől. A lepra, pestis, himlő, kolerajárványok tízmilliós halálos áldozatokkal jártak.

## Középkor és nagy járványai, a karantén (Kr. u. 476-1492)

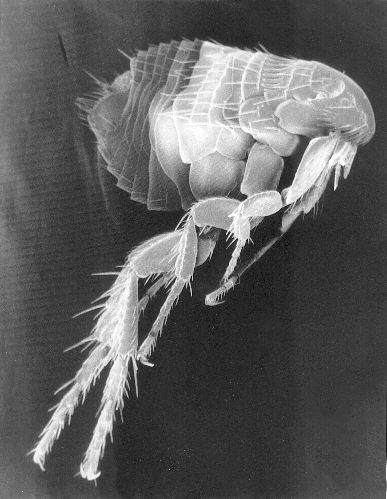
A pestis kórokozójának (Yersinia pestis baktérium) vektora, a bolha Elektromikro-gráfiás Szkenneléssel készült képe.[http://phil.cdc.gov/PHIL_Images/05072002/00001/PHIL_240_lores.jpg

Az utazás formái a középkorban középkorban

Felfedezések, gyarmatosítások, élményszerző expedíciók, fürdőkultúra.
A középkor tovább erősítette a fertőzések okaként a misztikus, földöntúli erőket. A védekezést, ismereteket fejlődését akadályozta a kor egyházi, kolostori, tudományellenes irányzata. Közegészségügy romlása indult el a kereszténység elterjedése miatt. A kolostori medicina, az aszkétizmus, a test ápolásának visszaszorítása fokozta a járványok elterjedését. Középkori halálozás drasztikus emelkedésének okai a rossz közegészségügy állapotoknak, lakások szűkek, piszok, szemét az utcákon, egymás hegyére-hátára építették, kevés fény és levegő. Udvarokon kutakat ásnak, a víz ezáltal háztartási hulladékkal és ürülékkel szennyezett. Kiemelt helyen levő templom köré temetkeztek. A járványok miatt városok néptelenedtek volna el, ha a bevándorlókat nem telepítik be.

### Pestis és Quaranta giorni

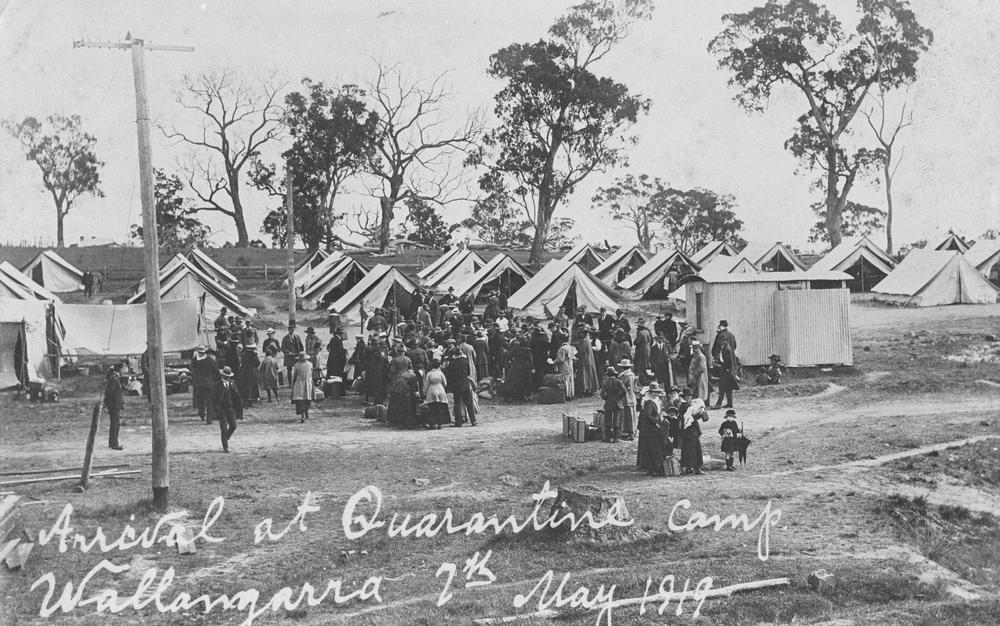
Influenza karantén tábor Wallangarra-ban New South Wales és Queensland között., 1919. május 7.

Az első híres pestisjárvány 541-ben indult Egyiptomból, átterjedt Afrika és Ázsia lakott részeire és a század végén szűnt meg. Az egész középkorban pusztított. Elősegítette az örökös népvándorlás. A XIV. században kb. 25-30 millió ember haláláért felelős. A pandémia Indiából indult a Fekete-tengeren át, Krímből hajókon került át 1347-ben Konstantinápolyba. A „Fekete halál” vízen és szárazon terjedt tovább. Innentől a XVII. század végéig állandóan jelen volt Európában, kb. 10 évente pusztított. A tengerparti városok, a XIV. században, annak érdekében, hogy megvédjék magukat a pestistől, a tengerészek és utasok, a hajók érkezésétől számítva kezdetben 30 nap várakozási idő után léphettek partra. Az eredeti dokumentum 1377-ből származik, amely a Dubrovnik városának archívumában található. Kimondja, hogy a hajón érkező, mielőtt a város földjére lép, 30 napot korlátozott helyen (eredetileg közeli szigeteken) tölt el, hogy a pestis tünetei kialakulnak-e az eltelt idő alatt. Később, a karantén ideje hosszabb lett, Velencében 40 napos karanténnek nevezték (a középkori francia: UNE quarantaine jours de- egy 40 napos időszak, vagy az olasz: Quaranta giorni). Quaranta giorni intézkedések a pandémia kapcsán Olaszországban nemcsak emberre, hanem az áruforgalomra is kiterjesztették a korlátozást és megfigyelést. Elkerített házakban az idegeneket 40 napig megfigyelik. Messziről jött hajók karantén alá helyezése 40 napig, a ragályos betegségek elleni védekezésként. Olasz kikötőkben először. A XVII. századtól visszavonul Kelet felé. Az utolsó járvány 1878-ban Oroszország ázsiai határán pusztított.

### Pestis Magyarországon
Árpád-ház királyai uralkodásuk alatt jelent meg, XVII. századig folyamatosan. Kolostorokban ápolták a betegeket. A XV. században a pestissel fertőzött házak felgyújtása, kifüstölés volt a járvány terjedésének megakadályozása. Kútvizek szennyeződéstől való megóvása, csatornázás.
Járvány idején ellenőrzést tartottak a városkapuknál. Élelmiszert gyártókat és kereskedőket ellenőrizték. Orvosképzésben is megjelenik a járványok terjedésének megelőzése. A XVIII. század elején Rákóczi szabadságharc idején járvány tizedelte az országot a törökökkel történő háború idején (1737-1742),a mely Románia felől érkezett. A járványok következménye az 1770-ben létrehozott tisztiorvosi szolgálat a megyékben. Évente jelentés országos eü bizottságnak. 1786 országos főorvosi státuszt hoznak létre. 1777-től Budán orvosi fakultás. Az 1876. évi XIV. törvénycikk a közegészségügy rendezéséről szól. Az első törvény a belügyminisztérium felügyelete alatt működött. A közegészségügy vezetése az állam dolga, hatóság felügyeli, rendőri bíráskodás a kihágások ellen.

### Kolera
Ázsiában több mint kétezer éve ismert, Európában csak a XIX. század eleje óta, köszönhető a közlekedés lassúságának, nem tudott előbb kitörni. Minden kontinensen elterjedt a közlekedés javulásával.
1990-ig hét nagy pandémia
1816-23-nem érintette Európát, kelet felé Japánig, nyugatnak a Volga partjáig
1826-35
1846-61
1863-75
1883-95
1902-26
1961-71.
1883-84-kórokozó felfedezése.

### Kolera Magyarországon
1831-1916. között 6 nagy és 5 kisebb járvány zajlott le (1,3 millió halott) 1831-32. között nagy halandósággal járt és az egész országot vagy jelentős részét érintette. Tiszán lefelé hajózó sót szállító emberek hozták be Galícia felől. Hiába a vesztegzár (28 nap) , de így is 240 000 ember halt meg, ami Európán belül a legmagasabb halálozás volt. Gyorsan terjedt, mivel a rémült emberek szétvitték az országban. 1835-36. között Fiuméból terjedt tovább, eredmény 43 000 halott. 1848-49. között orosz, moldvai közvetítéssel érkezett, majd az orosz sereg másodszor is behozta. Hastífusz is! 1854-55. A krími háború során Oroszországból Franciaországig terjedt, 30 000 halott. 1866-67. Csehországból, porosz-osztrák háborúból hazatérő katonák, itt 70 000 halott. 1872-73-Oroszországból 290 000 halott. Ezután kisebb helyi járványok, járványügyi intézkedésekkel sikerült lokalizálni (1876. évi törvénycikk a közegészségügy rendezéséről) – bejelentés, elkülönítés, kórházi helyiségek felállítása, fertőtlenítés, vásárok, búcsú, gyűlések, temetési szertartások betiltása, iskola bezárás, kolera orvosok kirendelése

### Lepra
Nagy Sándor hadai juttatták el a leprát Nyugat-Európába. Kijelölt helyen élhettek, ruhájukban kitűntek, kereplővel járhattak csak. XIV. században 1900 lepra menhely működött Európában.
Magyarországon I. István korában voltak létesítve a hospitale pauperumok részükre.

### Szifilisz
Francia csapatok ostromolták Nápolyt, itt jegyezték fel a szifiliszt először 1495-ben. A feltételezés az volt, hogy Amerikából Kolumbusz hajósai hurcolták be. A XIII. században járványos előfordulása Kr. u. 1200-1400 között jelenléte angliai csontvázak vizsgálata alapján bizonyított. Magyarországon a szegedi vártemetőben találtak erre utaló csontokat.

### Himlő
A fekete himlő a VI. századtól ismert, Afrikából, az Arab-félszigeten át Európába került, majd behurcolása az Újvilágba. Háborúkkal karöltve mindig megjelenik. XVII. században volt a legsúlyosabb járványos időszak. A védőoltás 1796-ban Jennernek köszönhető, 1798-ban közölte a kísérlete eredményeit.
Angliában nem lett kötelező a védőoltás a személyi szabadságra és lelkiismereti aggályokra hivatkozva. Ellentétben Magyarországon már 1799-ben oltást népszerűsítették.

### Diphteria
Ókorban Egyiptomból Európába terjedt át. Középkorban főként Spanyolország területén volt jelen.
XIX. század Európa több helyén járványok. Magyarországon az 1880-as években terjedt el. 1890-1900-ig a legpusztítóbb gyermekbetegség volt, évi 14-34 000 halott.

### Typhus abdominalis
Minden háborúban megjelent, több áldozatot okozva, mint a háború maga. Egész világon jelen van, de nem okoz olyan kiterjedt pandémiákat. Magyarországon fertőzött vízvezeték által okozott járványok az 1890-es, 1900-as években.

## Kora Újkor (1492-1789)

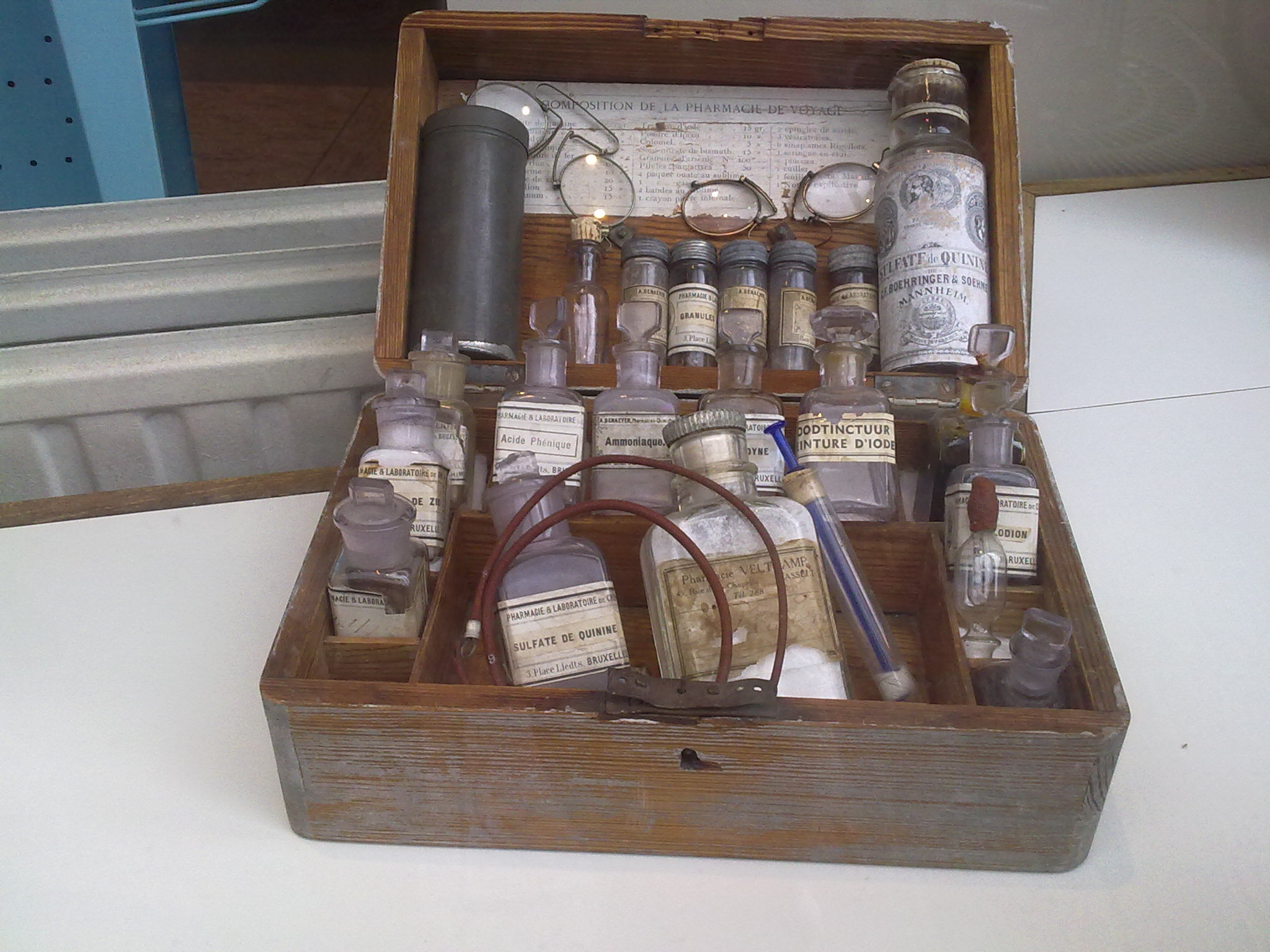
Útipatika. (Veltkamp pharmacist; Hasselt, Belgium)

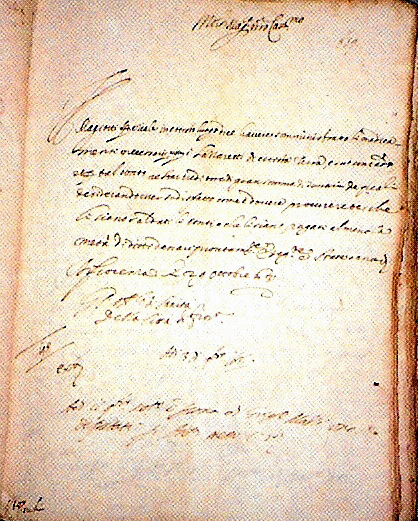
1631-ben bubópestis pusztított Montevarchi városában, ahol Giovan Battista Magiotti gyógyszerész kérelemmel fordul a városhoz, hogy megtérítsék az általa a város fertőzött lakosságának szétosztott gyógyszereinek értékét.

### Tuberculosis
Ókortól ismert. Európában Oroszország és Ausztria után a harmadik legmagasabb halálozási számokat adta Magyarország. (XIX. század 60 000 halott)

### Malária
Pontos leírása a görög, római és arab orvosok munkáiban már megtalálható állóvízhez kötött és meleg éghajlathoz. Egyiptomi múmiákban splenomegália utalt rá Római birodalom-Appennini-félszigeten endémiás malária Magyarországon XX. század közepéig: Sárrét, Ecsedi láp, Szernye mocsár, Duna-Tisza alsó folyása, Dráva mente, Mezőség Erdélyben, Balaton, Fertő tó és Csallóköz.
A felfedezések korában kialakul a katonai orvostan tudománya.

## Újkor (1789-1945)
XVIII-XIX. század-fejlődő gazdaság, társadalom-nagyipar létrehozta a nagyvárosokat-egészségügy javítása, járványok elleni védekezés terén haladás.

## Napjaink (1945-)
Az utazás modern formái

Tömegturizmus, űrturizmus, szabadidősportok, kalandtúrák, humanitárius segélyszolgálat, migráció, wellness, fitness.

### Az utazással összefüggő új betegségek
Olyan új, az utazással összefüggő betegségek jelentek meg, melyek eddig nem voltak ismertek.

#### Influenza
Influenza pandémiák ismétlődése, 2009-ben fellépő új típusú Influenza A H1N1 vírus. Napjainkban a járványok kiterjedését a civilizációs tényezők, az urbanizáció, és a modern közlekedési viszonyok segítik elő. Az elmúlt évtizedekben úgy tűnt, a fejlett világ legyőzheti a fertőző betegségeket és ezeknek a tömeges megjelenését. A világjárvánnyá vált HIV-AIDS mellett sok újabb kórokozó jelent meg, illetve folyamatosan észlelhető az eddig védettnek tűnő fejlett országokban is a régi, klasszikus megbetegedések visszatérése is (reemerging betegségek: pertussis, morbilli)

### Utazási orvostan
Az „utazási orvostan – azaz „travel medicine” kifejezést a finn Hakan Hellberg már használta 1977-ben megjelent szakcikkében . Az első nemzetközi konferenciát, az utazási orvostan tárgykörében 1988-ban tartották Baselben. Itt az előkészületek során használták az utazási orvostan megfogalmazást. Eddigre azonban az utazással összefüggő betegségek közül jó néhányat már leírtak. Lassan kialakultak azok – a máig is kutatott – tárgykörök, melyek az utazási orvostan tudásanyagát képezik.

### Utazás-orvostani klinikai gyógyszerészet
Az utazás-orvostani klinikai gyógyszerészet új tudományterület az orvostudományok rendszerében. Az USA-ban infektológiából, trópusi orvoslásból, az utazásorvostanból fejlődött ki, az angolszász világban a trópusi medicinából, Ausztráliában a katonai gyógyszerészetből.
Az utazás-orvostani klinikai gyógyszerészet, mint a klinikai gyógyszerészi gondozás új szakterülete az USA-ban 1985-től jelenik meg a gyakorlatban. 1991-ben Colorado államban (Kaiser Permanente Colorado Region) létrehozzák gyógyszerészek bevonásával a Klinikai Gyógyszerészeti Nemzetközi Utazási Klinikát (szakrendelőt) (Clinical Pharmacy International Travel Clinic, CPITC), többek között telefonos gyógyszerészi szolgálattal. A magyar orvostörténet számára nem ismeretlen a trópusi orvoslás. Földrajzilag Fekete-Afrika területe, ahol orvosaink megjelennek pl.: Kamerun, Libéria, Gabon, Tanganyika, Etiópia, Belga Kongó. Világosan látható, hogy Trianont követően, s még inkább az 1930-as években vált élénkebbé a kivándorlás a trópusi iskolákon át a gyarmatok, ill. a független afrikai országok felé (Fuszek Rudolf, Scheitz László, Mészáros Kálmán és Sáska László). A magyar történelem bizonyos eseményei és egyéb történelmi folyamatok további lökéseket adtak az emigrációnak. Magyarországon 2006-tól oktatott, hivatalos tantárgy az utazásorvostan Felkai Péter vezetésével, amely az orvosképzés része, graduális gyógyszerészképzésben nem szerepel. Az Európát megosztó, Winston Churchill által megjósolt „vasfüggöny” 1989-ben eltűnt, és a világtól 45 évig elzárt kelet-európai emberek immár korlátozások nélkül, szabadon utazhattak. Megszűntek az utazási és pénzügyi korlátozások, milliók indultak felfedezni először Európa nyugati felét, majd a kontinensen kívüli országokat is.
A magyar utazók célkontinense 2004-ben:
| Földrész | Utazók 2004-ben (%) |
| -------- | ------------------- |
| Európa   | 94,5                |
| Afrika   | 2,6                 |
| Amerika  | 1,3                 |
| Ázsia    | 1,2                 |
A külföldi utazások korlátozása alapvető jelentőségű volt az utazási kultúra fejlettségének mértékében. A mai fiatalok el sem tudják képzelni, hogy a volt szocialista országokban – főleg az 50-es, 60-as években – milyen mértékben korlátozták az utazást. Volt olyan időszak, amikor csak 3 évenként lehetett a „kapitalista” országokba utazni, akkor is úgy, ha a hozzátartozók zöme hátra maradt, és a társadalmi szervezetek érdemesnek találták az állampolgárt az utazásra. Az 1980-as évek végétől valóságos „utazási ipari forradalom” söpört végig a kelet-európai országokon, évtizedekkel azután, hogy hasonló változások történtek a világ nyugati féltekéjén. Az érdeklődés a kultúrák között óriási volt: új népvándorlás indult el. Az utazást megkönnyítette, hogy a „fapados” járatok már a kelet-európai repülőtereket is érintették.

## Lásd még
- a kórházi klinikai gyógyszerészet története
- állatgyógyászati gyógyszerészet
- állatgyógyászati gyógyszerészet története
- gyógyszertár
- gyógyszerészet és gyógyszerkészítés a történelem előtti időkben
- gyógyszerészet és gyógyszerkészítés az ókori Egyiptomban
- klinikai gyógyszerészet
- útipatika